# 熱香餅

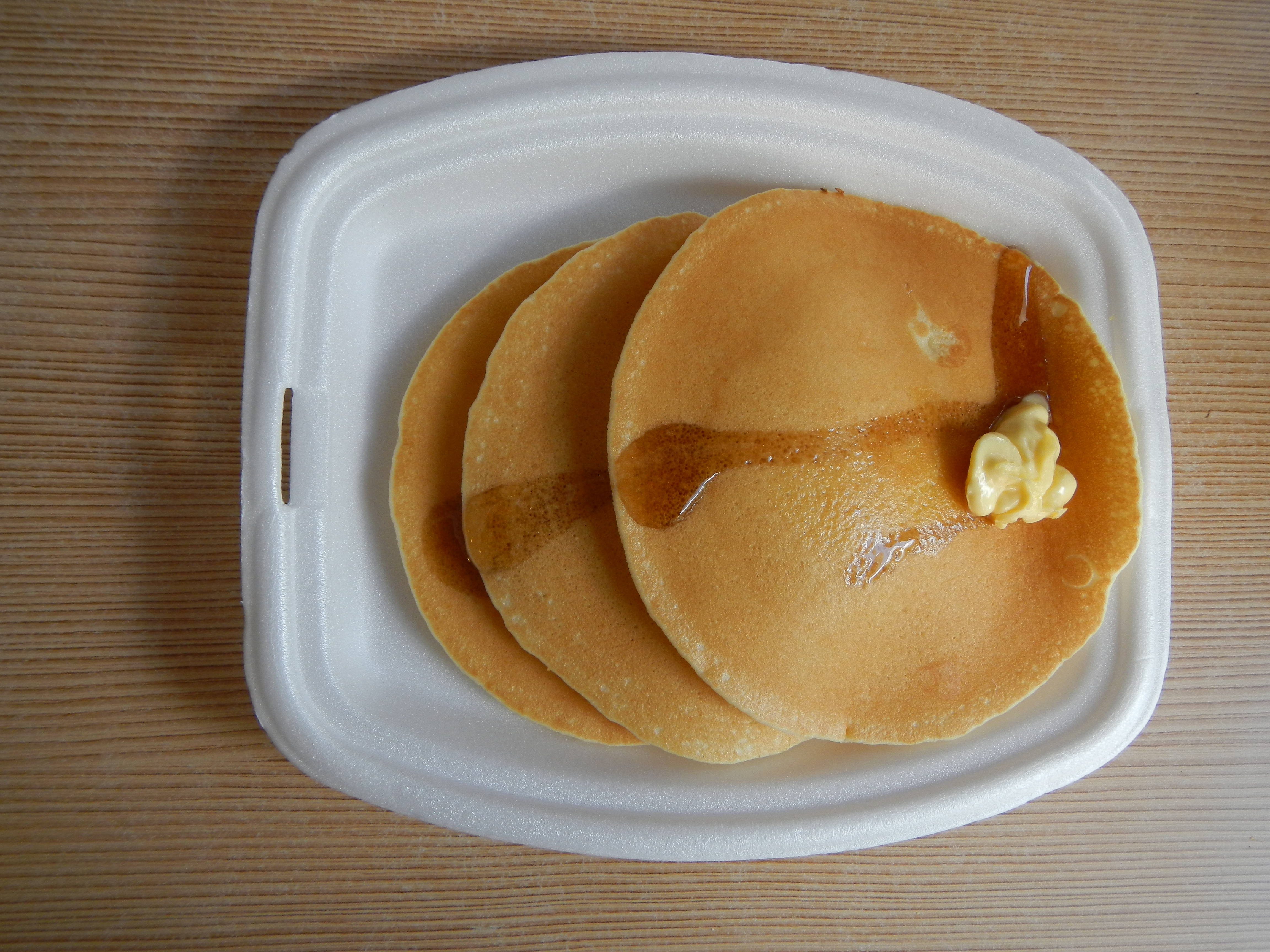
麥當勞的美式鬆餅

薄烤饼（英語：Pancake）是一種以麵糊在烤盤或平底鍋上烹飪製成的薄扁狀餅。薄烤饼多為速發麵包，有的則使用酵母培育或發酵的麵糊；大部分的薄烤饼是以烤盤單面煎烤，接著翻面使另一面適度受熱。可麗餅則是一種極度細薄且面積較大的薄烤饼，單面煎烤後捲起、裝餡。各國家、地區的風俗習慣不同，任何時間皆會供應，且口味變化多樣，常於上層塗放或填塞奶油、果醬、水果、糖漿或肉食等配料及餡料。
多数烘制薄烤饼的奶油面糊中会含有些面粉，其中最常见的是小麦面粉或是荞麦面粉，外加一些液体的原料，如水、牛奶或淡啤酒，在美国有时会用玉米粉做薄烤饼，馬鈴薯澱粉做的薄烤饼在众欧洲国家也相當流行，如德国和波兰。在诸如埃及、加拿大和美国，薄烤饼裡含有发酵催化剂，如烘焙苏打或酵母。埃塞俄比亚用奶油面糊做的英杰拉饼是用自然发酵达到类似的效果。
最早的一份制作食谱可以追溯到公元15世纪。

## 类型

### 美式

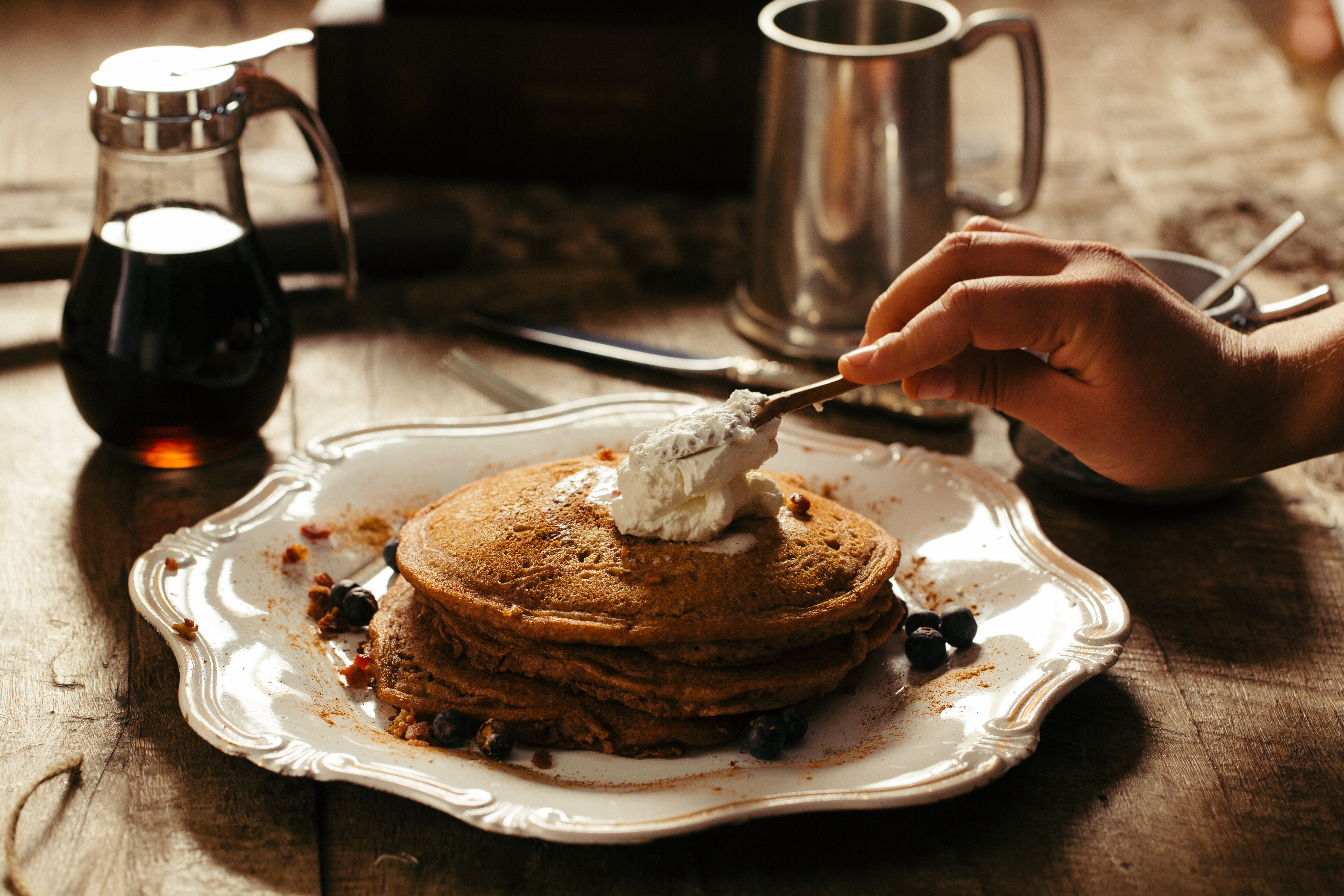
下午茶餐廳的巧克力美式鬆餅

美式的薄烤饼有三种关键成分：（不含酸酵粉的）低筋白面粉、鸡蛋和牛奶。烘焙用的奶油面糊一般非常湿滑柔软，需要把煎锅倾斜着薄薄一层地摊在底部。烹饪时可能会出现些气泡，出气泡的地方会在最后出锅的白白的薄烤饼上留下些黑色的斑点，这种烹饪法不涉及发酵。吃这种薄烤饼时可在顶上涂些传统的柠檬汁和糖之类的甜品，或者把一些开胃小食卷进去作为一道主菜来食用。如果是烘烤而不是煎出来的，烹饪时会涉及发酵（即便没有发酵催化物，饼裡的空气仍会使面糊饼自身膨胀），烹饪出来的成品被称作“约克郡布丁”（Yorkshire pudding）。

### 英式
英格兰式的薄烤饼与法国点心可麗餅和意大利食品很相像，只是没有那些装饰性的“蕾丝”花边图案。而苏格兰当地的薄烤饼，也被叫作或，则更像是美国的品种。

### 港式
香港式薄烤餅多由街頭流動小販售賣，形状类似司康餅。以砂糖、花生碎為餡料，故又稱砂糖夾餅。吃時對摺，然後切成兩個扇形，像件蛋糕，據說是源自馬來西亞的曼煎粿，1960年代曾經盛極一時。口感外脆內軟，有點鬆糕的筋道。
熱香餅材料包括自發粉、糖、奶、牛油（可省略）及水，把它們完全混合之後，便可在放到平底鍋用細火煎，當表面有氣泡出現時就可以反轉，再煎至熱香餅輕微脹起時便可上碟。煎得好的熱香餅，兩面色澤需要均勻。市面上亦售有熱香餅粉，只要將熱香餅粉加上適當分量的水（視乎你要的大小和數量）完全混合，再放到平底鍋上煎就可以完成。

## 圖集

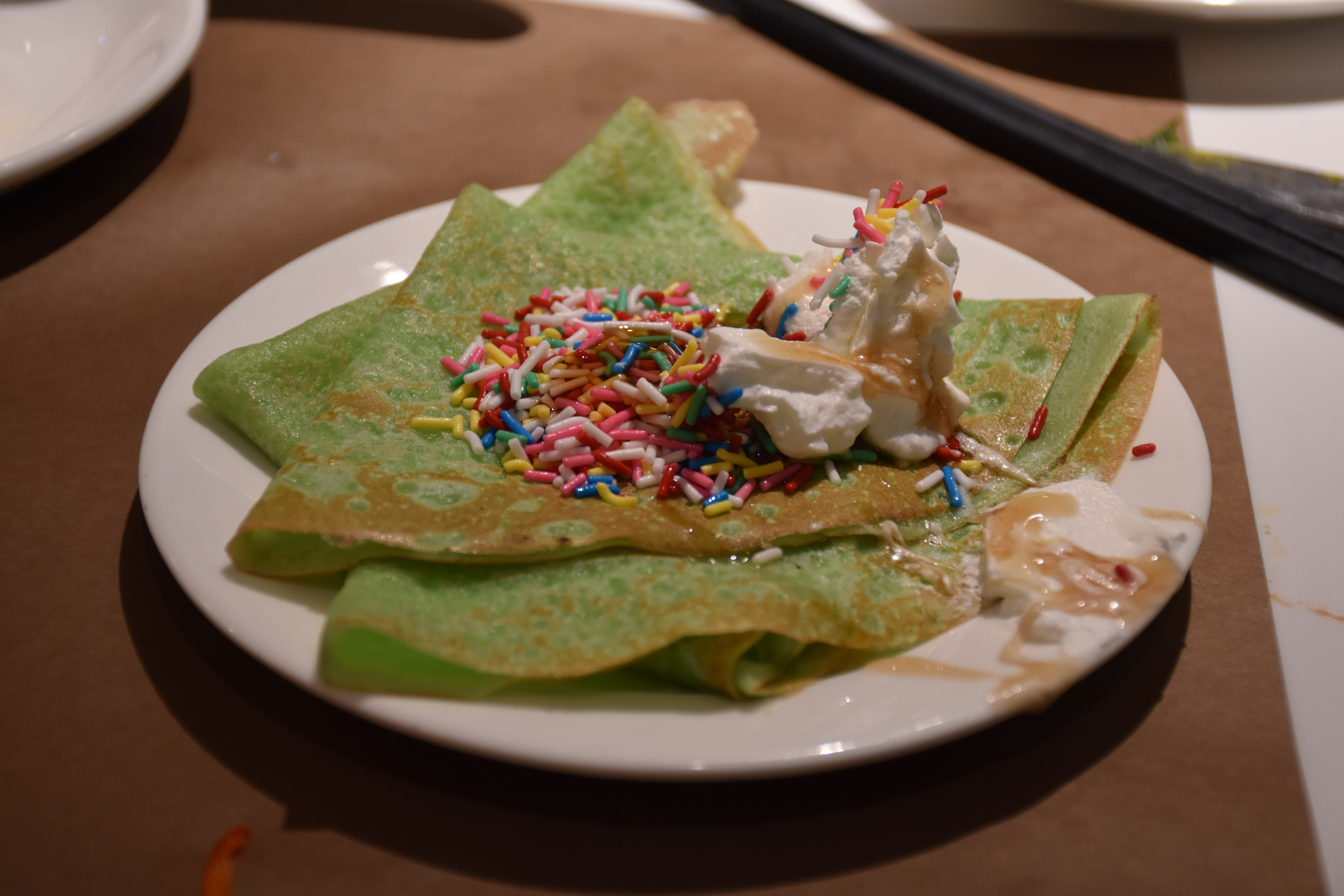
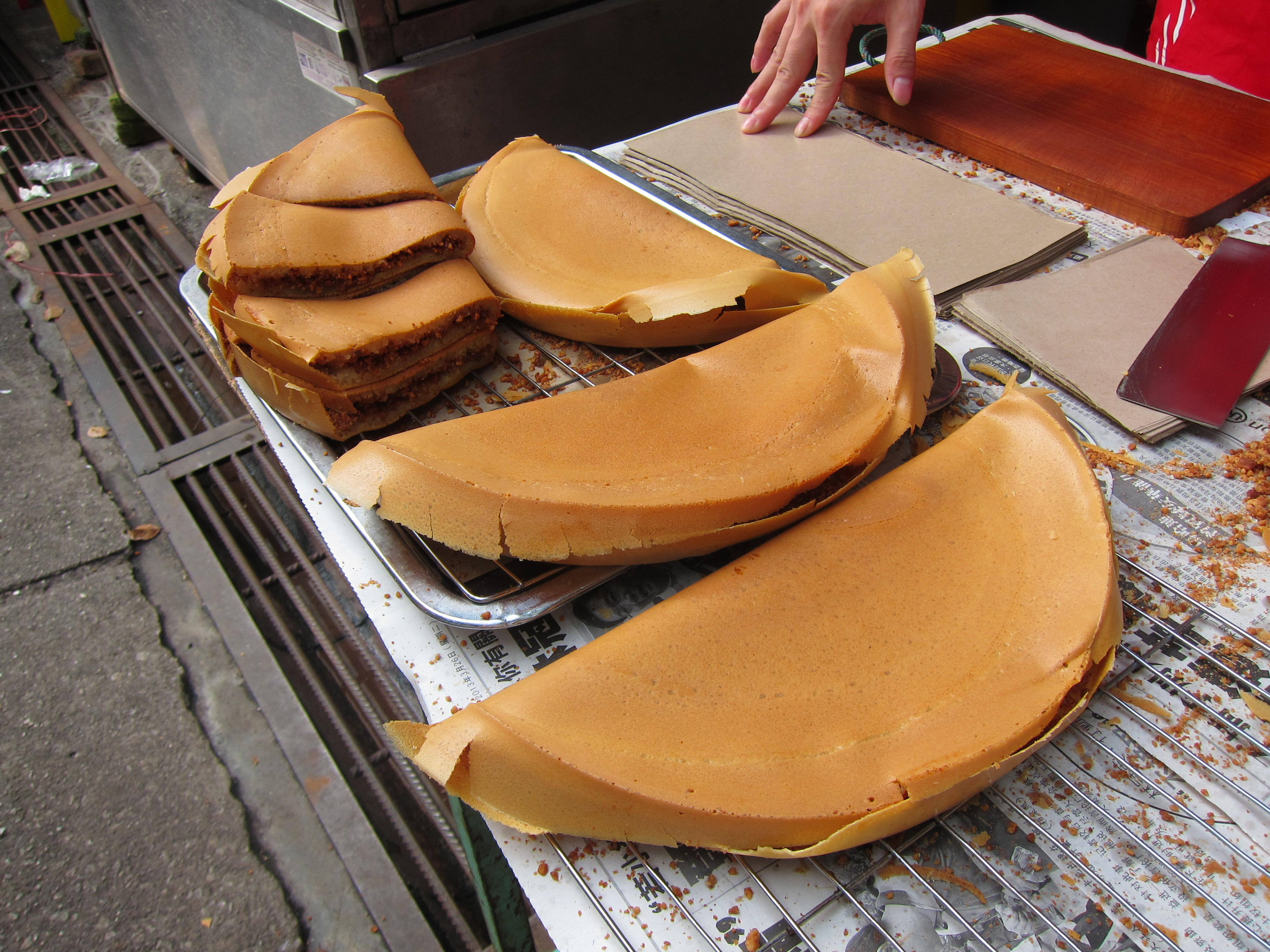
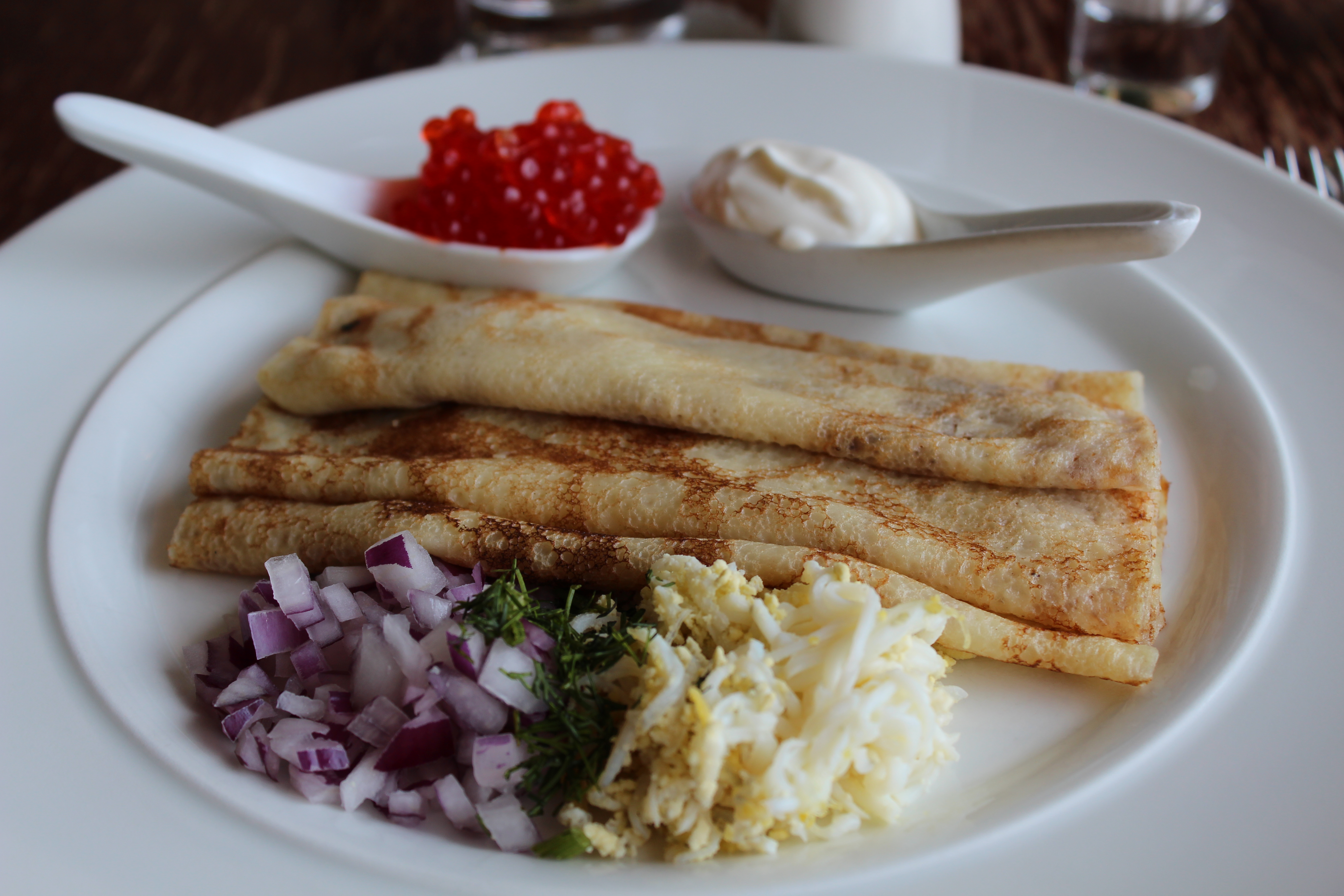
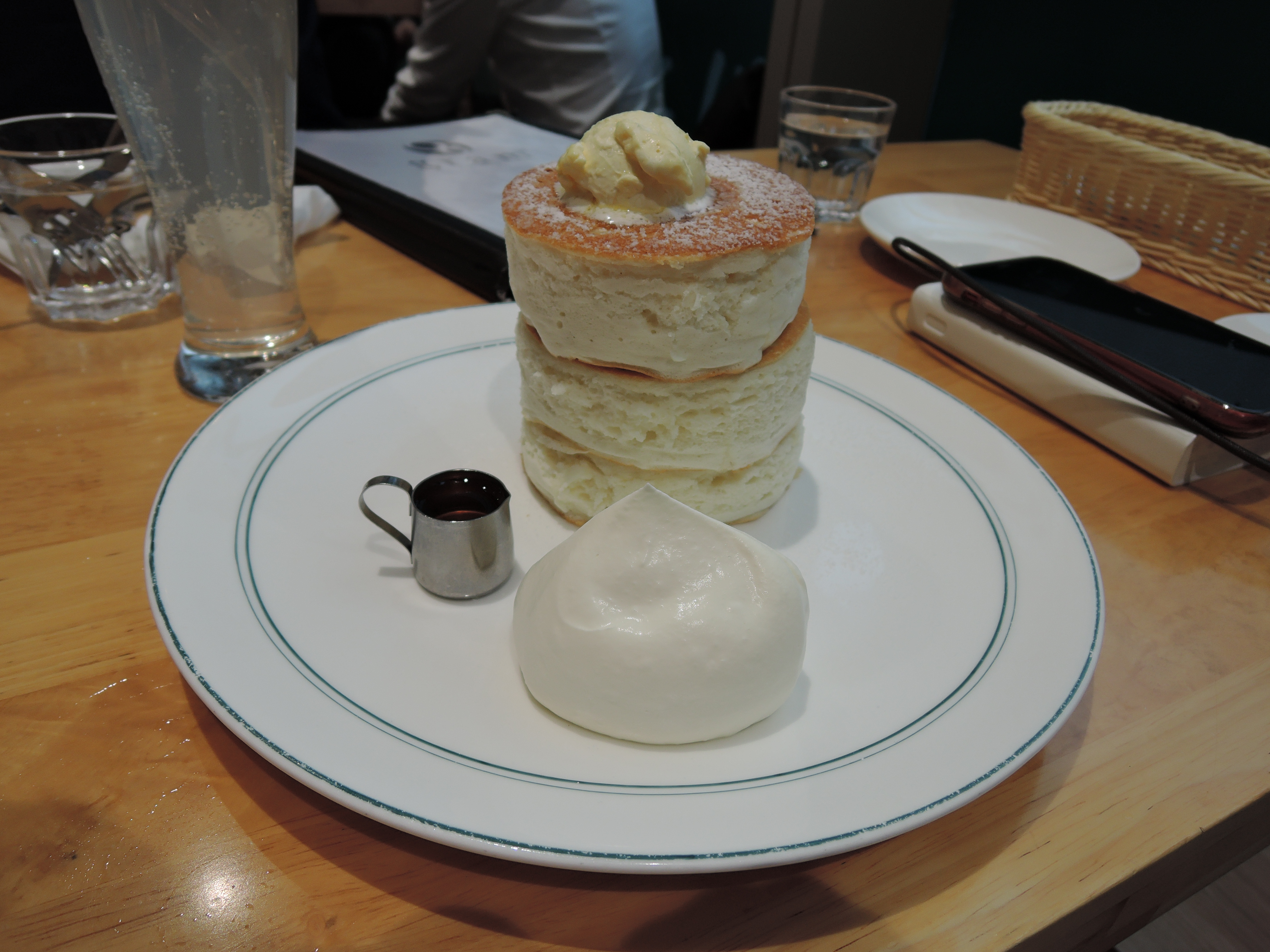

## 外部鏈接
维基共享资源上的相關多媒體資源：熱香餅